# Střední odborná škola uměleckořemeslná
Střední odborná škola uměleckořemeslná s.r.o. je střední škola ve Vysočanech v Praze. Podle ulice, ve které stojí budova školy, je všeobecně známa pod názvem Podkovářská. Většina učebních a studijních oborů má v rámci Prahy pouze jedinou alternativu, některé obory jsou pak vyučovány výhradně na této škole. Ve školním roce 2015/2016 studovalo na této škole zhruba 150 studentek a studentů a v roce 2019/2020 již 240 studentek a studentů. Budova školy byla postavena v roce 1935 a patří Svazu českých a moravských výrobních družstev.

## Studijní obory
- 82-48-L/01 Starožitník – denní čtyřleté studium s maturitním vysvědčením
- 82-51-H/01 Umělecký kovář a zámečník – denní tříleté nebo rekvalifikační studium s výučním listem
- 82-51-H/01 Umělecký pasíř – denní tříleté nebo rekvalifikační studium s výučním listem
- 82-51-H/02 Umělecký truhlář – denní tříleté nebo rekvalifikační studium s výučním listem
- 82-51-H/02 Umělecký řezbář – denní tříleté nebo rekvalfikační studium s výučním listem
- 82-51-H/03 Zlatník a klenotník – denní tříleté nebo rekvalifikační studium s výučním listem
- 82-51-H/04 Umělecký keramik – denní tříleté nebo rekvalifikační studium s výučním listem
- 82-51-H/05 Vlásenkář a maskér – denní tříleté nebo rekvalifikační studium s výučním listem
- 82-51-H/06 Umělecký štukatér – denní tříleté nebo rekvalifikační studium s výučním listem
- 82-51-H/07 Umělecký pozlacovač – denní tříleté nebo rekvalifikační studium s výučním listem
- 82-51-H/08 Umělecký sklenář – denní tříleté nebo rekvalifikační studium s výučním listem
- 82-51-H/09 Umělecký rytec – denní tříleté nebo rekvalifikační studium s výučním listem
- 82-51-L/51 Umělecké řemeslné práce – denní dvouleté nástavbové studium s maturitním vysvědčením

## Historie

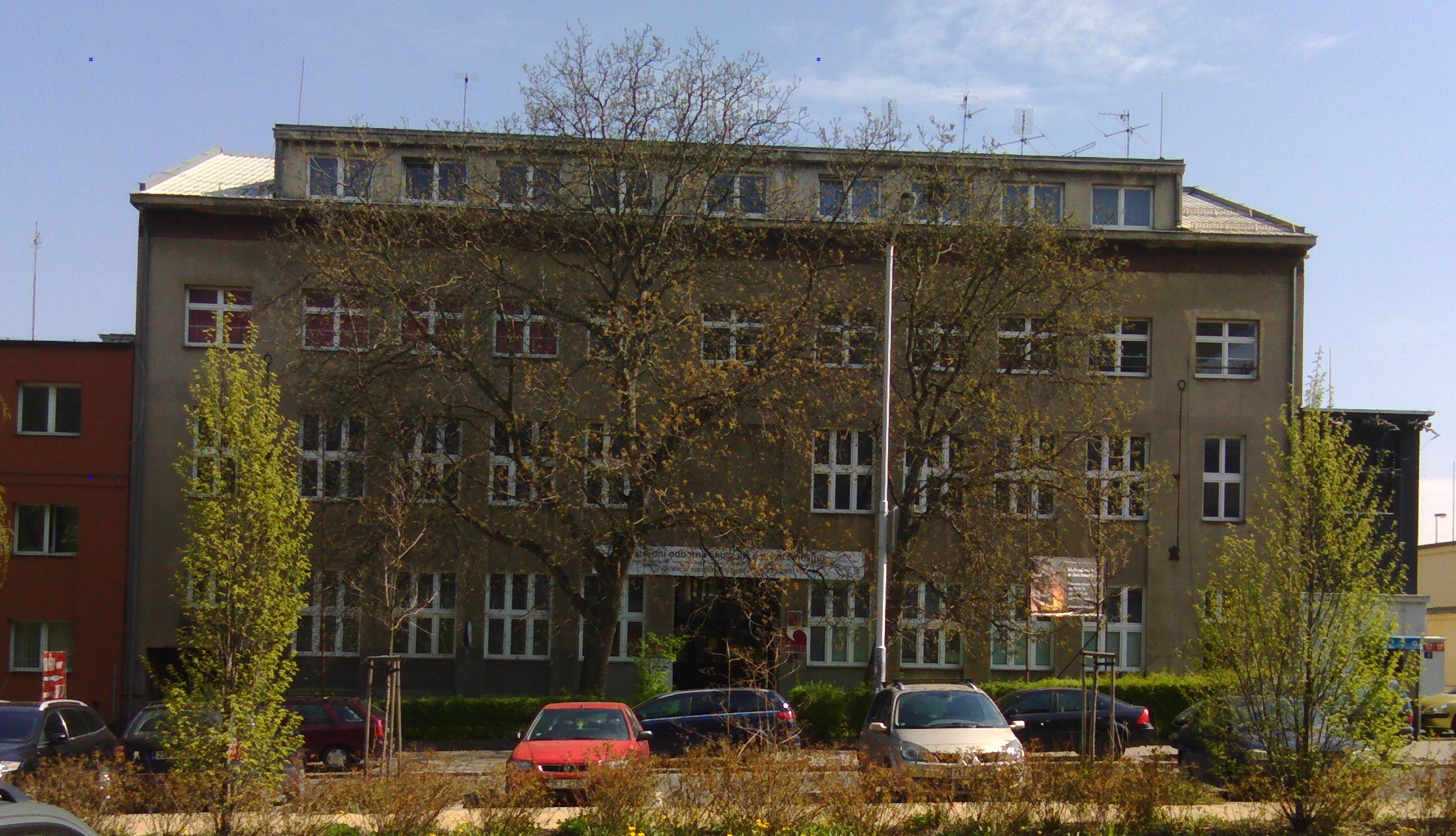
Budova Střední odborné školy uměleckořemeslné

Pozdější zřizovatel školy, Zemská Jednota společenstev kovářů a podkovářů, usilovala o novou budovu od začátku 30. let 20. století. Zemská Jednota společenstev kovářů a podkovářů tehdy zajišťovala teoretickou a praktickou výuku v budovách na Praze 1 a na Praze 2. Současná budova školy byla postavena v roce 1935 podle návrhu architekta Bedřicha Adámka (1891–1961). V budově začala od školního roku 1936/37 vyučovat Základní odborná škola kovářská ve Vysočanech, přičemž zřizovatel si původně přál vetknout do názvu školy příjmení prvního prezidenta Československé republiky a provozovat tak školu pod názvem Masarykova škola kovářská.
Po druhé světové válce bylo přistoupeno k navýšení jak hlavní, tak dílenské budovy. V novém patře hlavní budovy školy přitom vznikl internát Kovářský domov. Rozhodnutím Ministerstva školství, věd a umění (dnešního Ministerstva školství, mládeže a tělovýchovy) byla škola v roce 1951 reorganizována na Průmyslovou školu strojnickou v Praze 9, přičemž zároveň vznikl Školský ústav umělecké výroby, který zajišťoval vyučování nejdůležitějších uměleckořemeslných oborů a který měl svou působností přispět k opravě válkou poničených a chátrajících kulturních památek.
Školský ústav umělecké výroby vyučoval v letech 1951 až 1976 v učňovské škole na Náměstí Míru v Praze 2, na Žvahově v Praze 5 a v Černé ulici opět v Praze 2. Tehdejší nabídka oborů byla širší a v průběhu let zahrnovala na příklad i obory kovolijec a cizelér, ruční vyšívačka, krajkářka, tkadlec, ruční tisk na látky, scénická krejčová nebo scénický obuvník. A právě počet oborů – tedy i počet studentů – vedl k přesunu školy v roce 1976 do budovy v Podkovářské ulici ve Vysočanech.
V souladu s novelizaci školského zákona se název školy v roce 1984 změnil na Střední odborné učiliště, které bylo zřizováno tehdejším Národním výborem hlavního města Prahy. V roce 1988 převzal zřizovatelskou funkci Středního odborného učiliště uměleckořemeslné výroby – družstevního podniku Český svaz výrobních družstev. Po roce 1989 byla škola převedena do soukromých rukou, respektive začala být provozována Výchovně-vzdělávacím družstvem PROFUM, složeným z řad tehdejších vyučujících.
V letech 1990 až 1995 škola vzdělávala ve všech formách studia přes 500 žáků ročně.